# Assemblea parlamentare britannico-irlandese
L'Assemblea parlamentare britannico-irlandese (in inglese: British–Irish Parliamentary Assembly, in irlandese: Tionól Pharlaiminteach na Breataine agus na hÉireann - BIPA) è un organo deliberativo composto da membri eletti nei parlamenti di Regno Unito, Irlanda, Scozia, Galles, Irlanda del Nord e dipendenze della Corona britannica. Il suo scopo è favorire la comprensione comune tra i rappresentanti eletti di queste giurisdizioni.
L'assemblea è composta da 25 membri ciascuno del Parlamento del Regno Unito e dell'Oireachtas (il parlamento irlandese), nonché cinque rappresentanti ciascuno del Parlamento scozzese, del Parlamento gallese (il Senedd) e dell'Assemblea dell'Irlanda del Nord, e uno ciascuno dagli Stati di Jersey, dagli Stati di Guernsey e dal Tynwald dell'Isola di Man.

## Membri
| Membro           | Parlamento                        | Membri ordinari | Membri cooptati | Status                              |
| ---------------- | --------------------------------- | --------------- | --------------- | ----------------------------------- |
| Regno Unito      | Parlamento del Regno Unito        | 25              | 20              | Stato sovrano                       |
| Guernsey         | Stati di Guernsey                 | 1               | 1               | Dipendenze della corona             |
| Irlanda          | Oireachtas                        | 25              | 20              | Stato sovrano                       |
| Jersey           | Stati di Jersey                   | 1               | 1               | Dipendenze della corona             |
| Isola di Man     | Tynwald                           | 1               | 1               | Dipendenze della corona             |
| Irlanda del Nord | Assemblea dell'Irlanda del Nord   | 5               | 4               | Nazione costitutiva del Regno Unito |
| Scozia           | Parlamento scozzese               | 5               | 4               | Nazione costitutiva del Regno Unito |
| Galles           | Assemblea nazionale per il Galles | 5               | 4               | Nazione costitutiva del Regno Unito |

## Storia
L'assemblea è stata istituita nel 1990 come Corpo interparlamentare britannico-irlandese' (BIIPB). Inizialmente era composto da 25 membri del Parlamento del Regno Unito e 25 membri dell'Oireachtas, il parlamento irlandese.
Nel 1998 il Consiglio britannico-irlandese è stato istituito ai sensi dello Strand 3 dell'Accordo del Venerdì Santo del 1998. Il Consiglio coinvolge i ministri dei governi britannico e irlandese, delle amministrazioni decentrate del Regno Unito e delle dipendenze della corona. Tuttavia Strand 3 ha affermato che, oltre ai legami intergovernativi, "le istituzioni elette saranno incoraggiate a sviluppare legami interparlamentari, magari basandosi sull'organismo interparlamentare britannico-irlandese". Nel 2001 l'assemblea è stata ampliata per includere rappresentanti di organi legislativi in Scozia, Galles, Irlanda del Nord, Isola di Man, Guernsey e Jersey.
La quarta conferenza plenaria dell'Assemblea parlamentare britannico-irlandese si è riunita a Cavan, in Irlanda, dal 22 al 23 febbraio 2010. Il 22 novembre 2010 l'assemblea ha concluso la sua 41a plenaria a Douglas, sull'Isola di Man. Questa è stata la prima plenaria dell'Assemblea che si è tenuta in una dipendenza della corona.
Il parlamentare irlandese Frank Feighan ha presieduto l'assemblea.
Nell'ottobre 2018, il Segretario di stato britannico per l'Irlanda del Nord Karen Bradley ha parlato all'assemblea.
Nell'ottobre 2019, il Ministro di Stato britannico per l'Europa e le Americhe, Christopher Pincher, ha parlato all'assemblea sull'importanza della cooperazione tra Regno Unito e Irlanda dopo la Brexit.

## Funzioni
L'Assemblea parlamentare britannico-irlandese tiene due sessioni plenarie all'anno. I suoi quattro comitati (che si occupano di questioni sovrane tra i parlamenti irlandese e di Westminster, affari europei, questioni economiche, ambiente e questioni sociali) si incontrano più volte all'anno. Producono relazioni che vengono presentate per un commento ai governi e che vengono discusse in Aula. Un comitato direttivo organizza i lavori della plenaria e si occupa delle questioni istituzionali dell'Assemblea.